# Jon Foreman
Jonathan Mark Foreman (22 ottobre 1976) è un cantautore statunitense cofondatore del gruppo alternative rock Switchfoot.

## Carriera
Nato in California, ha iniziato la propria attività nel gruppo Switchfoot nel 1996 con il batterista Chad Butler e suo fratello, il bassista Tim Foreman.
È attivo come solista e in questo ruolo ha debuttato nel novembre 2007 con l'EP Fall.

## Discografia
Con gli Switchfoot
Solista
- 2007 - Fall (EP)
- 2008 - Winter (EP)
- 2008 - Spring (EP)
- 2008 - Summer (EP)
- 2008 - Limbs and Branches (raccolta)